# Naucoroidea
Naucoroidea – nadrodzina pluskwiaków z podrzędu różnoskrzydłych i infrarzędu Nepomorpha.
Schuh i Slater zliczali tu 3 rodziny i taką systematykę stosuje również Paraneoptera Species File:
- Aphelocheiridae
- Naucoridae – żyrytwowate
- Potamocoridae

Powyższe trzy rodziny za monofiletyczny klad uznawał m.in. Popow w 1971. Praca Riegera z 1976 wskazywała na relację siostrzaną między Potamocoridae i Naucoridae oraz między Aphelocheiridae a Notonectoidea+Pleoidea. W pracy Manhera z 1993 to Aphelocheiridae były siostrzane dla Naucoridae, a pozycja Potamocoridae niepewna. Łączona analiza molekularno-morfologiczne Hebsgaarda i innych z 2004 roku wskazywała na parafiletyzm tak rozumianych Naucoridea: Potamocoridae i Aphelocheiridae jako grupy sobie siostrzane zajmowały bardziej bazalną pozycję na drzewie niż Naucoridae, które stanowiły z kolei grupę siostrzaną dla kladu obejmującego trzy różne nadrodziny. Na podstawie tych wyników potraktowano Naucoroidea jako takson monotypowy, a pozostałe dwie rodziny umieszczono w Aphelocheiroidea i taką klasyfikację stosuje BioLib.cz. Wyniki badań mtDNA Hua i innych z 2009 wskazują natomiast, że Naucoridae i Aphelocheiridae stanowią klad siostrzany dla Notonectidae, przy czym nie badano Potamocoridae. Dwa drzewa uzyskane metodą największej parsymonii w analizie kladystycznej aparatów gębowych Brożek z 2014 wskazują na parafiletyzm zarówno trójrodzinowych Naucoroidea jak i Aphelocheiroidea w rozumieniu Hebsgaarda, jednak drzewo uzyskane metodą ścisłego konsensusu pozostawia kwestię relacji omawianych rodzin nierozwiązaną.